# Bécs Bevételéért emlékérem
A  Bécs Bevételéért emlékérem (oroszul: «За взятие Вены», transzliteráció: Za vzjatyije Veni) második világháborús szovjet katonai kitüntetés, melyet 1945. június 9-én alapítottak.

## Az elismerésről

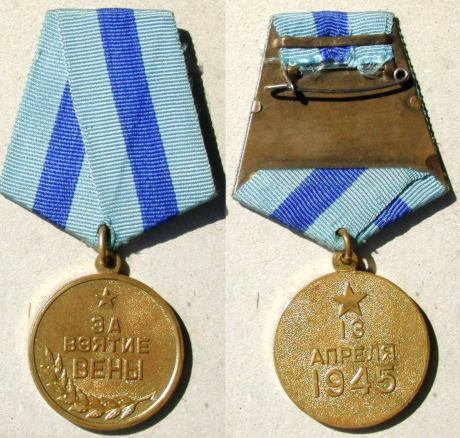
A medália elöl- és hátulnézeti képe

A kitüntetés annak a küzdelemnek állít emléket, amelyet Bécs ostrománál, 1945. március 16.–1945. április 13. között a szovjet és szövetséges erőik kifejtettek a város elfoglalása érdekében. Hasonlóan a Szovjetunió által adományozott kitüntetések nagy részéhez, már nem adományozható és 1995. január 1-jéig összesen 277 380 fő részesült ebben a kitüntetésben, amely a gyűjtők körében nagy becsben tartott népszerű darab és kereskednek is vele.

## Kinézete
Az érme sárgarézből készült alakja szabályos kör, melynek átmérője 32 mm. Az elülső oldalán az érem közepén található felirat «ЗА ВЗЯТИЕ ВЕНЫ» fordítása Bécs bevételéért és a felirat fölött az ötágú csillag díszítés található. A felirat alatt egy jobbra ívelő hajlított babérág látható. A hátoldalon dátum «13 апреля 1945»  (1945. április 13.) és felette az elölnézethez hasonlóan az ötágú csillag található. Az érme minden felirata és képe domború. Az éremhez tartozó moaré szalagsáv világoskék mezőben középen futó sötétkék sávból áll. A szalag 24 milliméter és a benne futó sáv nyolc milliméter széles.

## Fordítás
- Ez a szócikk részben vagy egészben  a(z)   Медаль «За взятие Вены» című orosz Wikipédia-szócikk ezen változatának fordításán alapul.  Az eredeti cikk szerkesztőit annak laptörténete sorolja fel. Ez a jelzés csupán a megfogalmazás eredetét és a szerzői jogokat jelzi, nem szolgál a cikkben szereplő információk forrásmegjelöléseként.